# Florencia (Cuba)
Pour les articles homonymes, voir Florencia.
Florencia est une localité et une municipalité de Cuba dans la province de Ciego de Ávila.

## Géographie

### Situation
Florencia est à l'est du centre de l'île de Cuba, dans l'ouest de la province de Ciego de Ávila, à 404 km sud-est de La Havane et 66 km nord-ouest de sa capitale de province Ciego de Ávila.

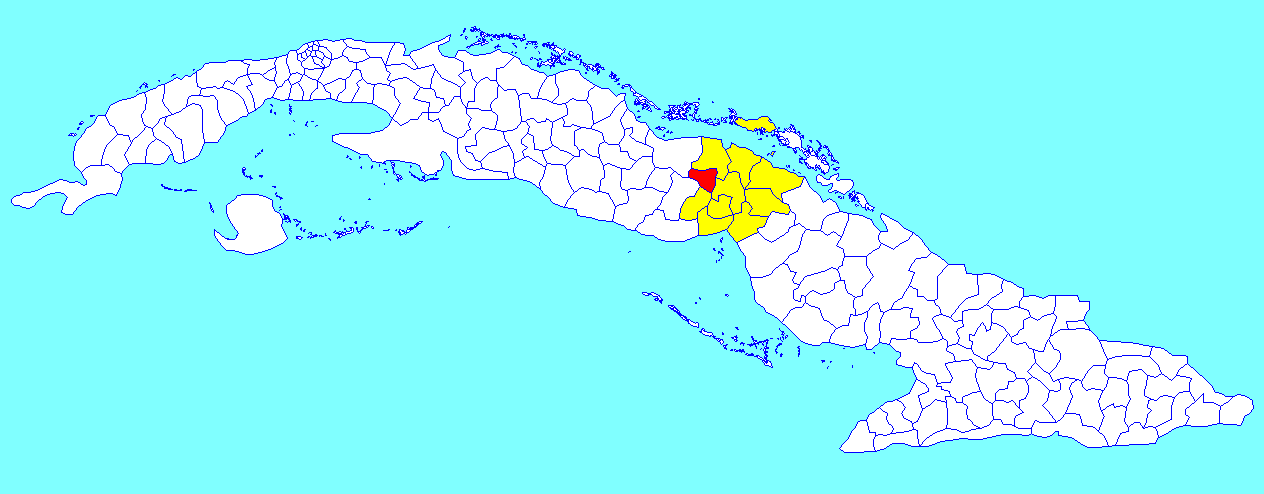
Municipalité de Florencia dans la province de Ciego de Ávila

## Population
En 2022, la population de la municipalité était estimée à 18 291 habitants ; pour une surface de 290,7 km2, la densité de population est de 62,92/km².

### Divisions administratives
La municipalité comprend quatre consejos populares :
- Florencia
- Tamarindo
- Guadalupe
- Marroquí